# Dunes City
Dunes City é uma cidade localizada no estado norte-americano de Oregon, no Condado de Lane.

## Demografia
Segundo o censo norte-americano de 2000, a sua população era de 1241 habitantes.
Em 2006, foi estimada uma população de 1262, um aumento de 21 (1.7%).

## Geografia
De acordo com o United States Census Bureau tem uma área de
9,0 km², dos quais 6,9 km² cobertos por terra e 2,1 km² cobertos por água.

## Localidades na vizinhança
O diagrama seguinte representa as localidades num raio de 36 km ao redor de Dunes City.